# Le Règne Animal

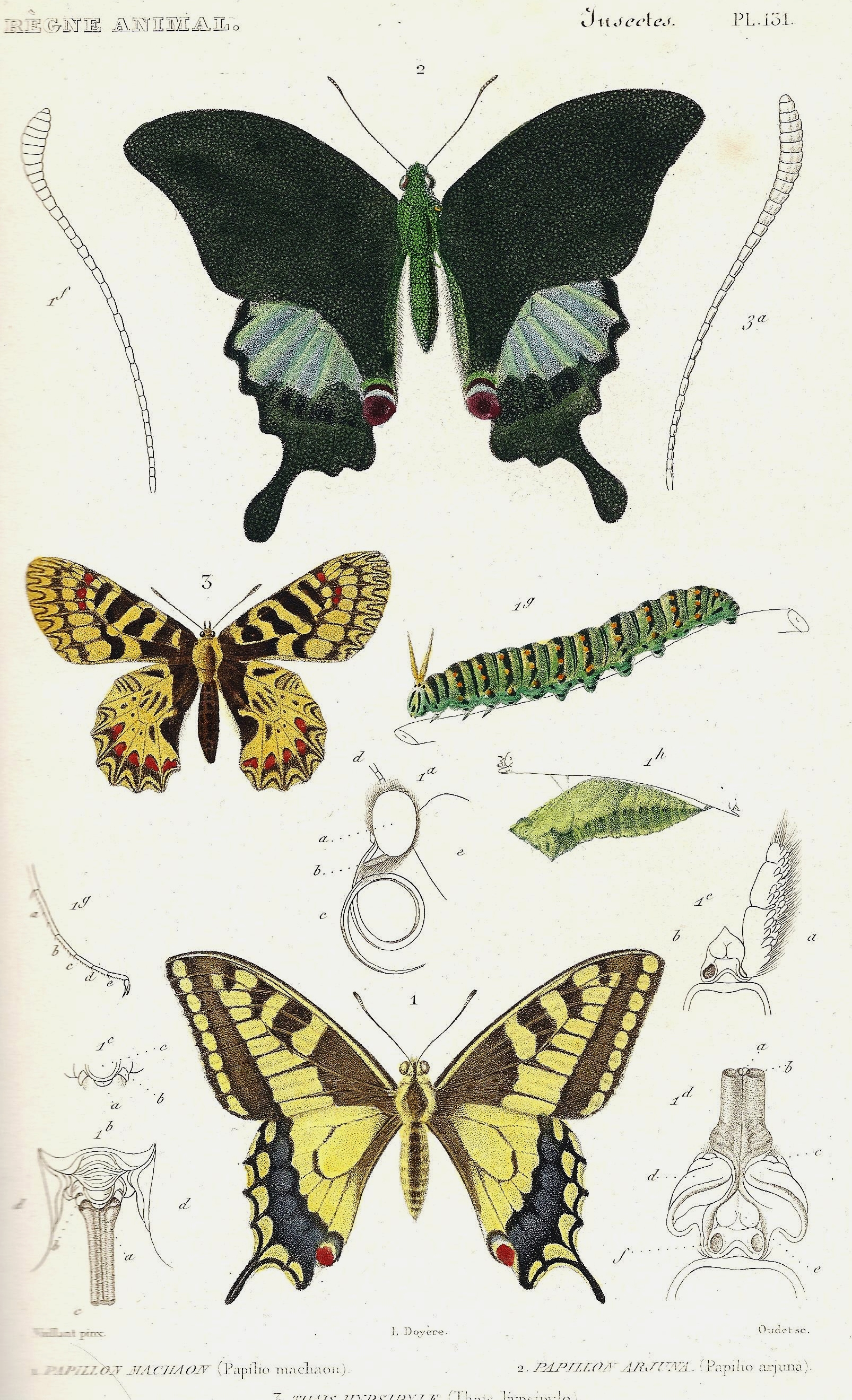
Mariposas en la edición de 1828

Le Règne Animal (El reino animal) es la obra más famosa del naturalista francés Georges Cuvier. Se propone describir la estructura natural de todo el reino animal basándose en la anatomía comparada y su historia natural. Cuvier dividió a los animales en cuatro ramas ("ramas", que corresponden a filos), a saber, vertebrados, moluscos, animales articulados (artrópodos y anélidos) y zoófitos (cnidarios y otros filos).
La obra apareció en cuatro volúmenes en diciembre de 1816 (aunque tiene "1817" en las portadas); una segunda edición en cinco volúmenes se publicó en 1829-1830 y una tercera, escrita por doce "discípulos" de Cuvier, en 1836-1849. En esta obra clásica, Cuvier presentó los resultados de la investigación de su vida sobre la estructura de los animales vivos y fósiles. A excepción de la sección sobre insectos, en la que contó con la ayuda de su amigo Pierre André Latreille, toda la obra fue suya. Fue traducido al inglés muchas veces, a menudo con notas sustanciales y material complementario que actualizaba el libro de acuerdo con la expansión del conocimiento. También fue traducido al alemán, italiano y otros idiomas, y resumido en versiones para niños.
Le Règne Animal influyó en su amplia lectura y en la presentación de descripciones precisas de grupos de animales relacionados, como los elefantes vivos y los mamuts extintos, proporcionando evidencia convincente del cambio evolutivo a lectores como Charles Darwin, aunque el propio Cuvier rechazó la posibilidad de la evolución.